# Listă de aeroporturi după codul ICAO: N
Mai jos este lista de aeroporturi al căror cod ICAO începe cu litera N.
Această listă este generată cu date din Wikidata și este actualizată periodic de un robot.
 Editările făcute în listă vor fi șterse la următoarea actualizare!
| Imagine | Cod ICAO | Articol                                   |
| ------- | -------- | ----------------------------------------- |
|         | NSMA     | Aeroportul Maota                          |
|         | NFFR     | Aeroportul Rabi                           |
|         | NTMN     | Aeroportul Atuona                         |
|         | NTAA     | Aeroportul Internațional Faa'a            |
|         | NFKD     | Aeroportul Vunisea                        |
|         | NFNO     | Aeroportul Koro                           |
|         | NFNL     | Aeroportul Labasa                         |
|         | NFFN     | Aeroportul Internațional Nadi             |
|         | NIUE     | Aeroportul Internațional Niue             |
|         | NZWN     | Aeroportul Internațional Wellington       |
|         | NGFU     | Aeroportul Internațional Funafuti         |
|         | NZWU     | Aeroportul Wanganui                       |
|         | NCMH     | Aeroportul Manihiki Island                |
|         | NTMD     | Aeroportul Nuku Hiva                      |
|         | NFSW     | Aeroportul Yasawa Island                  |
|         | NGNU     | Aeroportul Nikunau                        |
|         | NFCI     | Aeroportul Cicia                          |
|         | NFND     | Aeroportul Pacific Harbour                |
|         | NFNH     | Aeroportul Laucala                        |
|         | NFNV     | Aeroportul Vatukoula                      |
|         | NFNW     | Aeroportul Wakaya Island                  |
|         | NVSE     | Aeroportul Siwo                           |
|         | NVSN     | Aeroportul Maewo-Naone                    |
|         | NWWE     | Aeroportul Île des Pins                   |
|         | NWWQ     | Aeroportul Mueo                           |
|         | NTGW     | Aeroportul Nukutavake                     |
|         | NZCH     | Aeroportul Internațional Christchurch     |
|         | NTTB     | Aeroportul Bora Bora                      |
|         | NTTH     | Aeroportul Huahine – Fare                 |
|         | NVST     | Aeroportul Tongoa                         |
|         | NTGU     | Aeroportul Arutua                         |
|         | NFNG     | Aeroportul Ngau                           |
|         | NZMA     | Aeroportul Matamata                       |
|         | NTAT     | Aeroportul Tubuai – Mataura               |
|         | NTKN     | Aeroportul Niau                           |
|         | NSTU     | Aeroportul Internațional Pago Pago        |
|         | NFNA     | Aeroportul Internațional Nausori          |
|         | NZRA     | Aeroportul Raglan                         |
|         | NZTO     | Aeroportul Tokoroa                        |
|         | NLWW     | Aeroportul Hihifo                         |
|         | NTTR     | Aeroportul Raiatea                        |
|         | NZHN     | Aeroportul Internațional Hamilton         |
|         | NZKK     | Aeroportul Kerikeri                       |
|         | NZKT     | Aeroportul Kaitaia                        |
|         | NTTM     | Aeroportul Moorea                         |
|         | NZQN     | Aeroportul Queenstown                     |
|         | NZTU     | Aeroportul Richard Pearse                 |
|         | NGTU     | Aeroportul Butaritari Atoll               |
|         | NZRO     | Aeroportul Internațional Rotorua          |
|         | NZDN     | Aeroportul Internațional Dunedin          |
|         | NFTV     | Aeroportul Vava'u                         |
|         | NGKT     | Aeroportul Kuria                          |
|         | NFVB     | Aeroportul Vanuabalavu                    |
|         | NTGA     | Aeroportul Anaa                           |
|         | NLWF     | Aeroportul Pointe Vele                    |
|         | NFNR     | Aeroportul Rotuma                         |
|         | NWWM     | Aeroportul Nouméa Magenta                 |
|         | NTGB     | Aeroportul Fangatau                       |
|         | NTGH     | Aeroportul Hikueru                        |
|         | NTGO     | Aeroportul Tatakoto                       |
|         | NWWL     | Aeroportul Lifou                          |
|         | NTAV     | Aeroportul Raivavae                       |
|         | NZPM     | Aeroportul Internațional Palmerston North |
|         | NZCI     | Aeroportul Chatham Islands / Tuuta        |
|         | NTUV     | Aeroportul Vahitahi                       |
|         | NVSM     | Aeroportul Lamen Bay                      |
|         | NTGQ     | Aeroportul Pukarua                        |
|         | NZUK     | Aeroportul Pukaki                         |
|         | NVVD     | Aeroportul Dillon's Bay                   |
|         | NTHE     | Aeroportul Ahe                            |
|         | NSFA     | Aeroportul Internațional Faleolo          |
|         | NVSC     | Aeroportul Vanua Lava                     |
|         | NVSH     | Aeroportul Sara                           |
|         | NVSP     | Aeroportul Norsup                         |
|         | NVSX     | Aeroportul South West Bay                 |
|         | NVSZ     | Aeroportul Olpoi                          |
|         | NVVB     | Aeroportul Aniwa                          |
|         | NVVW     | Aeroportul Whitegrass                     |
|         | NFTF     | Aeroportul Internațional Fuaʻamotu        |
|         | NFTP     | Aeroportul Niuatoputapu                   |
|         | NFVL     | Aeroportul Vatulele                       |
|         | NVSF     | Aeroportul Craig Cove                     |
|         | NVSL     | Aeroportul Malekoula                      |
|         | NVSQ     | Aeroportul Gaua                           |
|         | NVSR     | Aeroportul Redcliffe                      |
|         | NVSS     | Aeroportul Santo-Pekoa                    |
|         | NVSV     | Aeroportul Valesdir                       |
|         | NVSW     | Aeroportul Walaha                         |
|         | NGAB     | Aeroportul Abaiang Atoll                  |
|         | NGMA     | Aeroportul Maiana                         |
|         | NGON     | Aeroportul Onotoa                         |
|         | NGTB     | Aeroportul Abemama Atoll                  |
|         | NGTO     | Aeroportul Nonouti                        |
|         | NGUK     | Aeroportul Aranuka                        |
|         | NGTM     | Aeroportul Tamana                         |
|         | NGTS     | Aeroportul Tabiteuea Süd                  |
|         | NCMR     | Aeroportul Mitiaro                        |
|         | NTMU     | Aeroportul Ua Huka                        |
|         | NTGJ     | Aeroportul Totegegie                      |
|         | NTKK     | Aeroportul Aratika                        |
|         | NTKT     | Aeroportul Katiu                          |
|         | NTTO     | Aeroportul Hao                            |
|         | NZWK     | Aeroportul Whakatane                      |
|         | NSAS     | Aeroportul Ofu                            |
|         | NSAU     | Aeroportul Asau                           |
|         | NTGK     | Aeroportul Kaukura                        |
|         | NTGY     | Aeroportul Tureia                         |
|         | NTKF     | Aeroportul Faaite                         |
|         | NFNK     | Aeroportul Lakeba                         |
|         | NTGI     | Aeroportul Manihi                         |
|         | NFTL     | Aeroportul Lifuka Island                  |
|         | NVVI     | Aeroportul Ipota                          |
|         | NWWW     | Aeroportul Internațional La Tontouta      |
|         | NTGE     | Aeroportul Reao                           |
|         | NFOL     | Aeroportul Ono-I-Lau                      |
|         | NTGP     | Aeroportul Puka-Puka                      |
|         | NZGS     | Aeroportul Gisborne                       |
|         | NZAR     | Aeroportul Ardmore                        |
|         | NZWS     | Aeroportul Westport (Noua Zeelandă)       |
|         | NZOU     | Aeroportul Oamaru                         |
|         | NFTO     | Aeroportul Mata'aho                       |
|         | NCAT     | Aeroportul Enua                           |
|         | NSFI     | Aeroportul Fagali'i                       |
|         | NGMK     | Aeroportul Marakei                        |
|         | NVSG     | Aeroportul Longana                        |
|         | NZWB     | Aeroportul Woodbourne                     |
|         | NVSA     | Aeroportul Mota Lava                      |
|         | NZNR     | Aeroportul Hawke's Bay                    |
|         | NVVF     | Aeroportul Futuna                         |
|         | NZHK     | Aeroportul Hokitika                       |
|         | NTKO     | Aeroportul Raroia                         |
|         | NGTA     | Aeroportul Internațional Bonriki          |
|         | NFTE     | Aeroportul 'Eua                           |
|         | NCMG     | Aeroportul Mangaia                        |
|         | NCMK     | Aeroportul Mauke                          |
|         | NZNV     | Aeroportul Invercargill                   |
|         | NVSD     | Aeroportul Torres                         |
|         | NZTG     | Aeroportul Tauranga                       |
|         | NVSO     | Aeroportul Lonorore                       |
|         | NFMO     | Aeroportul Moala                          |
|         | NZMF     | Aeroportul Milford Sound                  |
|         | NGTR     | Aeroportul Arorae Island                  |
|         | NCPY     | Aeroportul Tongareva                      |
|         | NWWC     | Aeroportul Île Art – Waala                |
|         | NVVV     | Aeroportul Internațional Bauerfield       |
|         | NFFO     | Aeroportul Malolo Lailai                  |
|         | NZMO     | Aeroportul Te Anau                        |
|         | NWWR     | Aeroportul Maré                           |
|         | NTGN     | Aeroportul Napuka                         |
|         | NZNP     | Aeroportul New Plymouth                   |
|         | NFMA     | Aeroportul Mana Island                    |
|         | NWWD     | Aeroportul Koné                           |
|         | NWWK     | Aeroportul Koumac                         |
|         | NVVA     | Aeroportul Anatom                         |
|         | NTGD     | Aeroportul Apataki                        |
|         | NZGM     | Aeroportul Greymouth                      |
|         | NZAP     | Aeroportul Taupo                          |
|         | NTGM     | Aeroportul Makemo                         |
|         | NTGT     | Aeroportul Takapoto                       |
|         | NTGV     | Aeroportul Mataiva                        |
|         | NTMP     | Aeroportul Ua Pou                         |
|         | NTGC     | Aeroportul Tikehau                        |
|         | NTAM     | Aeroportul Rimatara                       |
|         | NCRG     | Aeroportul Internațional Rarotonga        |
|         | NFNM     | Aeroportul Matei                          |
|         | NTTP     | Aeroportul Maupiti                        |
|         | NZAA     | Aeroportul Auckland                       |
|         | NCAI     | Aeroportul Aitutaki                       |
|         | NTKR     | Aeroportul Takaroa                        |
|         | NWWA     | Aeroportul Tiga                           |
|         | NWWU     | Aeroportul Touho                          |
|         | NVSU     | Aeroportul Ulei                           |
|         | NTGF     | Aeroportul Fakarava                       |
|         | NTTG     | Aeroportul Rangiroa                       |
|         | NWWV     | Aeroportul Ouvéa                          |
|         | NVSI     | Aeroportul Paama                          |
|         | NGBR     | Aeroportul Beru Island                    |
|         | NZPP     | Aeroportul Kapiti Coast                   |
|         | NFNS     | Aeroportul Savusavu                       |
|         | NZWF     | Aeroportul Wanaka                         |
|         | NZWR     | Aeroportul Whangarei                      |
|         | NE69     | Aeroportul Browns                         |
|         | NSFQ     | Aeroportul Fitiuta                        |
|         | NTAR     | Aeroportul Rurutu                         |